# 가치 공학
가치 공학(價値工學, 영어: value engineering) 또는 가치 분석(價値分析, 영어: value analysis)은 제네럴 일렉트릭 사의 마일스가 1947년에 개발한 것으로, 필요한 기능을 최저의 총 비용으로 확실히 달성하기 위하여 제품 또는 서비스의 기능을 분석하는 것이다. 이는 주어진 자원으로 고객이 기대하는 기능을 최대한으로 발휘한다든가 고객이 요구하는 기능을 최소한의 자원으로 발휘하느냐가 그 과제로 그것은 자원의 유효적인 활용 방법을 해명하는 것이 된다. 요컨대 가치 분석은 구매품을 가격의 관점에서 기술적으로 조사 분석하여 재료 원가를 인하하는 방법이다. 이러한 방법을 통하여 구매가 최저 가격으로 이루어지느냐, 그렇지 않느냐, 그 품목의 전체가 필요한가 아닌가, 보다 원가가 싼 재료는 없는가, 혹은 사용하는 것보다 싼 방법은 없는가, 요구된 재료의 설계를 보다 좋은 것으로 개선할 수 없을까 등이 검토된다.

## 진행방식
기치분석 또는 가치공학(價値工學)이 하는 일은 최저의 비용으로 적절한 품질과 신뢰성이 있는 상품을 생산하기 위하여 원료에서부터 최종제품에 이르기까지 생산의 전 국민에 경영기술과 공학적인 기술을 총체화하는 연구라 할 수 있다.
이와 같은 가치분석의 주 목적은 조직적이고 정상적인 연구조사를 통하여 불필요한 원가를 절감시키는 데 있다. 특히 오토메이션에 의한 생산관리와 각 분야의 전문화 및 기업의 대형화에 따르는 기업내의 복잡화 등은 각 분야간의 밀접한 협조와 통제를 불가피하게 만든다. 따라서 상호간에 각 분야에서 높은 원가를 차지하는 부분에 대한 공동연구와 조사를 통하여 원가를 절감하는 것이 가치공학이라고 할 수 있다. 이와 같은 목적을 달성하기 위하여 다음과 같은 방법이 진행된다.
(1) 각 부품·자재 또는 공정의 기능에 대한 조사 및 연구를 위한 각 전문적인 기술과 응용의 조정
(2) 현행의 가공·조달방법과 코스트 파악
(3) 자재관리와 다른 기능과의 긴밀한 접촉
이와 같은 가치분석계획은 기업내의 모든 기능부문을 망라할 수 있도록 고위 경영자의 직접적인 책임하에 두는 것이 보통이다. 그리고 이와 같은 책임자는 제조 또는 기술부문에서의 상당한 경험자라야 된다.

## 가치분석의 기능과 범위

### 가치분석의 진행방법
주로 다음과 같은 기본 단계가 어떤 특수한 목적을 위한 가치분석의 진행방법이라고 할 수 있다. ① 기존의 사실과 코스트의 파악, ② 기능의 파악, ③ 기존개념의 타파에 의한 창조적 아이디어의 창안, ④ 비교에 의한 평가.
이상과 같은 방법으로 진행함과 동시에 다음과 같은 실제행동을 시작한다. ① 대체 가능한 자재의 대체, ② 무기능품(無機能品)의 제거, ③ 특별한 디자인을 필요로 할 때 표준방법의 사용을 위한 노력, ④ 생산단계의 제조방법 변경, ⑤ 부품의 여러 설계.
가치분석의 가장 큰 이용은 구입자재비의 절감에 있다고 할 수 있다. 이와 같은 구입자재의 원가는 다음과 같은 방법으로 가능하다. ① 제품의 설계, 필요한 자재 및 제조 방법에 기본적인 가치를 정확히 분석하고 측정할 수 있는 방법을 창안한다. ② 장래의 필요조건 및 계속적인 구입의 필요성 등을 고려하여 조사대상의 부품 및 자재의 우선 순위를 결정하기 위하여 구매 담당자와 긴밀한 협조를 한다. ③ 각 품목에 대하여 가치측정을 하여 대체품목이 없는가를 확인하여 설계 및 제조방법상 변경의 여지가 없는가를 분석한다.

### 가치분석의 측정방법
가치측정이라 함은 다음과 같은 것을 의미한다. ① 이 품목은 예상대로의 가치가 있는가? ② 이 품목이 원가는 이용도에 비례할 수 있는가? ③ 이 품목의 부품은 낮은 원가로 제조 가능한가? ④ 이 품목의 필요할 때 적시에 구입가능한가? ⑤ 필요량을 생산할 때 적절한 공구로 생산 가능한가?
이와 같은 가치측정은 가치분석의 기본이 되는 것이라 할 수 있으며, 만일 부품 및 자재가 이와 같은 가치측정에 미달된다면 이것은 가치분석 그룹에서 연구조사해야 될 대상인 것이다.

## 가치분석과 가치공학
이들 양자의 개념은 동의어로서 사용되고 있으나, 구태여 구별한다면 가치분석은 이미 사용되고 있는 품목의 원가절감을 목적으로 사용되는 반면 가치공학은 장차 설계 또는 생산하여야 될 신제품에 대하여 사용하는 일이 많다. 다시 말하면 가치분석에서는 현재 이용되고 있는 품목의 기능 파악 및 가치측정이 주요 연구대상이고, 가치공학의 경우는 앞으로 사용하게 될 품목에 대한 연구라고 할 수 있다.
가치분석 또는 가치공학에서의 관심사는 기능가치 및 코스트와의 관계에서 코스트와 가치를 측정할 수 있는 공통의 인자를 창안하여 그 차를 최대가 되게 하며, 기능의 수준을 유지하도록 설계되어야 한다.
그러나 이와 같이 가치를 측정하는 공통인자를 발견한다는 것은 용이한 일이 아니다. 다시 말하면 가치에는 기능과 동등하게 생각할 수 있는 사용가치 이외에 무형의 가치, 즉 교환가치·희소가치·비용가치 등이 있으며, 이와 같은 무형의 가치는 제조에서 큰 비중을 차지하는 경우가 있다.
따라서 원가절감이라는 측면에서의 가치 분석을 체계적으로 개발시키는데 있어서는 많은 난점이 있으며, 경제학에서의 효용의 개념을 도입하여 가치의 측정수단을 확립시켜야 될 것이다.

## 같이 보기
- 비용 공학(영어판)